# Clube de Regatas Vasco da Gama (beach soccer)
Pour les articles homonymes, voir Vasco da Gama et Gama.
Maillots
La section beach soccer du CR Vasco da Gama est un club brésilien basé à Rio de Janeiro.

## Histoire
Créé en 1999, la section beach soccer du CR Vasco da Gama remporte son premier titre dès la première année avec le championnat des états. En finale, joué contre Botafogo, le Vasco l'emporte 5-4 après avoir été mené 3-0. L'équipe victorieuse comporte dans ses rangs des joueurs de l'équipe nationale du Brésil tel que Júnior Negão, Jorginho et Benjamin.
En 2003, le club remporte un second titre avec une équipe basée sur les premiers champions.
En 2010, avec une nouvelle équipe composée de Bruno Xavier, Rafinha et Maguinho mais toujours en s'appuyant sur l'expérience et Buru et Jorginho, Vasco remporte le tournoi Rio - São Paulo face aux Corinthians d'André et Mão.
Le 26 mars 2011, le Vasco entre dans l'histoire du beach soccer en venant à bout du Sporting Portugal (4-2) lors de la finale de la première coupe du monde des clubs. L'uruguayen Pampero étant élu meilleur joueur. En dehors de Jorginho et Betinho, Júnior Negão joue un grand rôle en tant que coordinateur du Beach Soccer au club. 
La même année, le club échoue en finale de la Coupe du Brésil contre Botafogo (8-3) avant de la remporter l'année suivante. À la suite de son titre mondial, le Vasco da Gama termine deux fois 3e de la coupe du monde des clubs.

## Centre de formation
Vasco da Gama fait de sa formation de joueur un atout remarquable et son arme principale. Croyant toujours à élever les joueurs et les faire jouer aux côtés de stars expérimentées, le club carioca voit émerger des acteurs internationaux brésiliens clés tels que Bruno Xavier, Jorginho, Marcelo Bueno, Betinho, Bokinha, Mauricinho, Gil ou Cesinha, ceux-ci sont tous mis en place et en forme par le projet éducatif et de formation de Vasco da Gama. Dans ce même sens, d'autres joueurs en provenance de l'école de Vasco trouvent leur place dans d'autres équipes, comme Rafinha, Leandro Fanta, Catarino ou Bernardo.

## Palmarès
| Compétitions nationales | Compétitions internationales |
| - Championnat du Brésil (1) : - Champion : en 2017. - Coupe du Brésil (2) : - Vainqueur : en 2012 et 2014. - Finaliste : en 2011. - Supercoupe du Brésil : - Vainqueur : en 2012. - tournoi Rio-São Paulo (1) : - Vainqueur : 2010. - Champion Carioca (4) : - Vainqueur : en 1999, 2003, 2014 et 2018. | - Coupe du monde des clubs (1) : - Vainqueur : en 2011. - Finaliste : en 2015. - 3e en 2012 et 2013. - Coupe Libertadores (2) : - Vainqueur : en 2016 et 2017 |

## Personnalités

### Joueurs notables
- Bokinha
- Bruno Xavier
- Bueno
- Buru
- Jorginho
- Lucão
- Mauricinho
- Marcelo Salgueiro
- Rafael Padilha
- Ricardo Villalobos
- Sarandí Pampero

### Effectif actuel
| Nom                | Poste     | Date de naissance |
| ------------------ | --------- | ----------------- |
| Cesinha            | Gardien   | 3 octobre 1983    |
| Ivan Ostrosvski    | Gardien   | 25 mai 1990       |
| Betinho            | Défenseur | 16 décembre 1977  |
| Buru               | Défenseur | 14 avril 1976     |
| Marcelo Bueno      | Défenseur | 30 juillet 1972   |
| Junior Paulo Gil   | Défenseur | 27 octobre 1982   |
| Jorginho           | Attaquant | 19 octobre 1972   |
| Bernardo Cogliatti | Attaquant | 4 janvier 1980    |
| Bokinha            | Attaquant | 6 janvier 1991    |
| Mauricinho         | Attaquant | 9 décembre 1989   |